# HMS Furious (1917)
HMS Furious (Корабль Его Величества «Фьюриес», от англ. furious — яростный) — лёгкий линейный крейсер Королевского флота Великобритании, позднее перестроенный в авианосец. «Фьюриес» стал своеобразным развитием весьма экстравагантного проекта линейных крейсеров типа «Корейджес», отличавшимся от них ещё большим главным калибром. Однако ещё на стапеле он был перестроен в авианесущий крейсер, а затем перестроен в полноценный авианосец. «Фьюриес» был одним из авианосцев Второй мировой войны и участвовал в различных операциях, внеся важный вклад в оборону Мальты.

## История создания
Официальная версия создания линейных крейсеров типа HMS Courageous связана с так называемым «Балтийским проектом» лорда Фишера, предложенным в 1909 году.

## Конструкция
Лёгкий линейный крейсер сменил вооружение и назначение, перестраивался четыре раза. Сыграв важную роль в развитии авианосцев. Первые перестройки сыграли ключевую роль в эволюции авианосцев.

### Первоначальный проект
Лёгкий линейный крейсер с двумя 457-мм орудиями в одноорудийных башнях на носу и корме.

### Авианесущий крейсер
Решение перестроить крейсер в авианесущий принято ещё до завершения строительства корабля, так как нужда в авианосцах была наиболее острой. Так британский флот противостоял новым видам оружия: подводным лодкам, аэропланам и дирижаблям, без полноценной помощи своей береговой авиации. Потому уже в первый год войны британцам пришлось срочно переоборудовать гражданские суда в авиатранспорты, вооружая их гидропланами. Однако, опыт эксплуатации выявил существенный недостаток подобных переоборудованных судов — спуск и подъём гидропланов при волнении представлял собой существенную проблему.
В ходе первой перестройки с крейсера сняли носовое орудие, оборудовали 50-метровую взлётную палубу, с наклоном вниз по направлению взлёта. Вооружение на корме было сохранено, и состояло теперь из одного 457-мм орудия главного калибра, одиннадцати 140-мм противоминных орудий, двух 76-мм зениток и шести торпедных аппаратов. Под взлётной палубой находился ангар для четырёх гидропланов Short и шести палубных аэропланов Sopwith Pup. Второй спуск авианесущего крейсера на воду состоялся 27 июня 1917 года.
В ходе эксплуатации выявилось, что взлётная палуба настолько мала, что для безопасной посадки пилот вынужден сажать палубный самолёт подобно гидросамолёту на воду, а не на палубу. И из всех попыток сесть на палубу только попытка 2 августа 1917 года оказалась удачной, а попытка 7 августа того же года закончилась авиакатастрофой. В обеих попытках предпринимал участие лейтенант Эдвин Харрис Даннинг на самолёте Sopwith Pup. При первой попытке удалось полностью сравнять скорость самолёта со скоростью идущего полным ходом корабля, и матросы руками притянули низко «зависший» аэроплан. При второй же попытке сравнять скорости не удалось — самолёт перевернулся через правое крыло и упал за борт, под форштевень идущего полным ходом корабля. Во время падения пилот потерял сознание и утонул в кабине самолёта.

### Авианосец с взлётной и «посадочной» палубами
В связи с выявившимися проблемами посадки самолётов на крейсер уже в ноябре 1917 года крейсер вновь отправили на перестройку, и, сняв кормовое орудие, а также грот-мачту, оборудовали на корме дополнительную «посадочную» палубу длиной 100 метров и шириной 30 метров. По бокам надстроек корабля, разделявших взлётную и «посадочную» палубу проложили рельсы с вагонетками для транспортировки самолётов. На носу оборудовали стартовую тележку — прототип катапульт. А на «посадочной» — экспериментальные аэрофинишеры, тормозившие самолёт за счёт системы блоков тратящих кинетическую энергию самолёта на подъём специальных грузов. Дополнительно, позади палубных надстроек, на особой раме располагалась сеть для улавливания не погасившего при посадке скорость самолёта. Количество самолётов возросло до двадцати, а вооружение заменено на десять 140-мм противоминных орудий и шесть 102-мм зениток, были добавлены 4 трёхтрубных надводных торпедных аппарата перед кормовым ангаром.
Перестроенный «Фьюриес» вернулся в строй в марте 1918 года, но первое время воевал без аэрофинишеров. При эксплуатации выяснилось, что проблему посадки на авианосец так и не удалось решить. Так, например, при боевом вылете 19 августа 1918 года из семи самолётов, успешно разбомбивших ангары с Цеппелинами L-54 и L-50, ни один не смог сесть на авианосец — пять самолётов разбились при посадке, один пилот погиб; два самолёта, отказавшись от посадки на авианосец, сели в нейтральной Дании. Все девять последующих экспериментальных посадок закончилось авиакатастрофами. После исследования удалось выяснить, что посадке мешают воздушные вихри от центральной надстройки корабля (включая и дымовую трубу), возникающие как при движении корабля, так и при ветре.

### Гладкопалубный авианосец с дополнительной наклонной взлётной палубой
Опыт эксплуатации HMS Furious, выявивший причину проблем с посадкой на авианосец был учтён при постройке первого гладкопалубного авианосца — HMS Argus, не имевшего палубных надстроек и спущенного на воду 16 сентября 1918 года. Однако, перестройка самого Furious была отложена сначала по причине острой нужды в авианосцах, затем в связи с окончанием войны. Авианосец был отправлен на перестройку в 1922 году, однако несмотря на опыт эксплуатации HMS Argus, выявившего нужду в надстройке, несущей командный мостик, наблюдения и средства связи, убрав все надстройки с «Фьюриес», не стали устанавливать остров. По мнению Героя Советского Союза вице-адмирала Г. И. Щедрина, А. Григорьева, Г. Смирнова и В. Смирнова, данное решение можно объяснить желанием Британского адмиралтейства «не класть все яйца в одну корзину», так как только опыт эксплуатации мог выявить полезность или вредность «острова», кроме того не было ясно, как лучше отводить дым. И если на HMS Eagle дымовая труба находилась на «острове», а на HMS Argus дым выходил из кормы, то на HMS Furious применили более сложную систему дымоотвода. Во время похода, дым, как и на HMS Argus выходил из кормы, а во время выпуска и посадки самолётов дым охлаждали водой, затем воздухом, после чего выбрасывали мощными вентиляторами с бортов. Помимо усовершенствованной системы дымоотвода, Furious оснастили двухэтажным ангаром с двумя лифтами. Крыша верхнего ангара, длиной в три четверти корпуса, являлась основной взлётно-посадочной палубой, а передний кусок крыши более длинного нижнего ангара служил дополнительной взлётной палубой, предназначенной для истребителей-бипланов и имевшей уклон в сторону форштевня. Все катапульты и аэрофинишеры были убраны как ненужные, а вместо надстроек было установлено три командных мостика. Мостик на правом борту был предназначен для капитана (командира) и вахтенного, а левый для авиационного командования. Центральный располагался на подъёмной платформе и мог опускаться под палубу. Ангары вмещали 33 самолёта. Собственное вооружение состояло из десяти 140-мм противоминных орудий, шести 102-мм универсальных орудий и двенадцати торпедных аппаратов на корме. Спуск состоялся в 1925 году.

### Полноценный Авианосец
В 1939 году, после 14 лет эксплуатации, «Фьюриес» наконец-то обзавёлся небольшой надстройкой с трёхногой мачтой, дальномерами и малокалиберными зенитными орудиями. Торпедные аппараты и 140-мм противоминные орудия были сняты, а количество универсальных 102-мм орудий увеличили вдвое (с 6 до 12), также установили тридцать две 40-мм и двадцать две 20-мм скорострельные зенитки. Часть орудий и зениток установили на носу — на бывшей дополнительной взлётной палубе.